# Діазоксид
Діазоксид (Proglycem та інші) — препарат, який використовується для лікування низького рівня цукру в крові через ряд конкретних причин. Це включає пухлини острівцевих клітин, які неможливо видалити, і чутливість до лейцину. Він також може бути використаний у рефрактерних випадках токсичності сульфонілсечовини. Зазвичай його приймають всередину.
Належить до:
- C02DA01 — антигіпертензивні препарати, для зняття гіпертонічного кризу;
- V03AH01 — пероральні препарати, що містять діазоксид, для лікування гіпоглікемії.